# Escudo de Guayana Francesa
El escudo de armas de la Guayana Francesa muestra, en un campo de gules, una barca de sable con remos de oro cargada con un montón de mineral de oro situada sobre un río de sinople cargado con tres flores de nenúfar de oro, colocadas dos y una. En el jefe aparece situada una franja de azur cargada con tres flores de lis (símbolo de la realeza francesa) de oro surmontadas por las cifras 1643 representadas del mismo metal.
La cifra 1643 es el año en que la Guayana Francesa quedó incorporada a Francia. La barca cargada de oro simboliza la riqueza existente en la Guayana Francesa.
Timbra una corona mural de oro. En la parte superior del escudo aparece escrito, en una cinta, el lema de la Guayana Francesa: “Fert Aurum Industria” (en latín, “El trabajo crea abundancia”)

## Logotipo regional
El logotipo regional de la Guayana Francesa está formado por dos trazos, semejantes a dos rectángulos, de color azul el superior y verde el inferior. Delante del trazo azul aparece representada una estrella amarilla de cinco puntas y, delante del trazo de color verde, aparece dibujada una figura humana de color naranja en un bote amarillo sobre dos líneas onduladas de color naranja.
En la parte superior del logotipo aparece escrita la palabra GUYANE (Guayana) y en la inferior LA RÉGION (la región). El logotipo regional es el elemento central de la versión oficial de la bandera regional de la Guayana Francesa.
- Datos: Q1520976
- Multimedia: Coats of arms of French Guiana / Q1520976